# Tila Tequila
Tila Tequila, echte naam: Tila Nguyễn, (Singapore, 24 oktober 1981) is een Amerikaanse tv-presentatrice van Vietnamese komaf. Daarbij heeft ze ook modellenwerk gedaan en een aantal singles uitgebracht.
Ze is opgegroeid in Houston (Texas) in een Vietnamese boeddhistische familie. Toen ze achttien was, poseerde ze naakt voor Playboy.
Ze is vooral bekend door haar hoofdrol in de serie A Shot at Love (2007-2008) op MTV en staat nu bekend als 'Tila Tequila'. In de serie is te zien dat ze zowel op mannen als op vrouwen valt.

## Privé
Nguyễn maakte op 9 december 2009 bekend dat ze verloofd was met Casey Johnson, erfgename van Johnson & Johnson en socialite. Bijna een maand later, op 4 januari 2010, overleed Johnson aan diabetische ketoacidose.
In 2012 werd Nguyễn dertig dagen opgenomen in een ontwenningskliniek, vanwege een drugsverslaving en psychische problemen. Ook bleek dat ze meerdere zelfmoordpogingen had gedaan. Nguyễn heeft een dochter.

## Discografie
| Single met eventuele hitnotering(en) in de Nederlandse Top 40 | Datum van verschijnen | Datum van binnenkomst | Hoogste positie | Aantal weken | Opmerkingen |
| ------------------------------------------------------------- | --------------------- | --------------------- | --------------- | ------------ | ----------- |
| I Love U                                                      | 2007                  |                       |                 |              |             |
| Stripper Friends                                              | 2007                  |                       |                 |              |             |
| Paralyze                                                      | 2008                  |                       |                 |              |             |
| Pop Rox                                                       | 2009                  |                       |                 |              |             |

- International Standard Name Identifier: 0000 0000 3994 7382
- Library of Congress Control Number: n2008052060
- MusicBrainz: f089db51-5193-4666-bc75-27f0b3ee70f0
- Virtual International Authority File: 9321301
- WorldCat: E39PBJqqkHXM8WV6v33kj77CQq